# Sidymella kolpogaster
Sidymella kolpogaster is een spinnensoort in de taxonomische indeling van de krabspinnen (Thomisidae).
Het dier behoort tot het geslacht Sidymella. De wetenschappelijke naam van de soort werd voor het eerst geldig gepubliceerd in 1973 door Lise.